# Опасное вождение
Опасное вождение — правонарушение, выделяемое в законодательстве некоторых государств и стран, таких как Великобритания (где закон также определяет как отдельное преступление «причинение смерти в результате опасного вождения») и Канада. С 8 июня 2016 года запрет на опасное вождение вступил в силу в Российской Федерации, где данное правонарушение квалифицируется как административное и наказывается штрафом.
Согласно определению Правительственной комиссии по обеспечению безопасности дорожного движения, этому термину даётся следующее определение:
"Опасное вождение" - неоднократное совершение одного или совершение нескольких следующих друг за другом действий, связанных с нарушением Правил, выражающихся в невыполнении при перестроении требования уступить дорогу транспортному средству, пользующемуся преимущественным правом движения; перестроении при интенсивном движении, когда все полосы движения заняты, кроме случаев поворота налево или направо, разворота, остановки или объезда препятствия; несоблюдении безопасной дистанции до движущегося впереди транспортного средства; несоблюдении бокового интервала; необоснованном резком торможении; препятствовании обгону, если указанные действия повлекли создание водителем в процессе дорожного движения ситуации, при которой его движение и (или) движение иных участников дорожного движения в том же направлении и с той же скоростью создает угрозу гибели или ранения людей, повреждения транспортных средств, сооружений, грузов или причинения иного материального ущерба. 